# 윌리스 MB
윌리스 MB 또는 포드 GPW(Willys MB or Ford GPW, 이전 명칭: U.S. Army truck)는 일반적으로 '지프'(Jeep)로 잘 알려진 미국 육군의 4륜구동 1/4 톤, 지휘정찰 차량으로, 제2차 세계 대전(1941 ~ 1945) 동안 연합군의 수송을 도울 목적으로 만들어졌다. 초기 모델은 폴더형 앞유리 방식을 채택해 접을 수 있었고 와이퍼를 수동으로 조작할 수 있었다.
로널드 레이건 정부 때 험비로 전면 교체될 때까지 미군에서 운용했던 군용차였다. 이 차량의 디자인은 현재 지프 랭글러가 이어받았다.